# Lin Sang
Dans ce nom chinois, le nom de famille, Lin, précède le nom personnel.
Lin Sang (en chinois : 林 桑) est une archère chinoise né le 17 août 1977 à Putian.

## Carrière
Lin Sang remporte la médaille d'argent par équipe aux Jeux olympiques de 2004 se déroulant à Athènes ; elle termine trente-sixième de l'épreuve individuelle.